# Peyton Reed
Peyton Tucker Reed (* 3. července 1964 Raleigh, Severní Karolína) je americký režisér a příležitostný herec. Režijně se podílel na seriálech Návrat do budoucnosti (1991), The Weird Al Show (1997), Nová holka (2011–2012) či The Goodwin Games (2013). Jako herec se objevil v menších rolích např. v seriálu Pride & Joy. V roce 2000 debutoval celovečerním filmem Bravo, girls!.

## Režijní filmografie
- 2000 – Bravo, girls!
- 2003 – Kašlu na lásku
- 2006 – Rozchod!
- 2008 – Yes Man
- 2015 – Ant-Man
- 2018 – Ant-Man a Wasp
- 2023 – Ant-Man a Wasp: Quantumania